# ليليان د. روك
ليليان د. روك (بالإنجليزية: Lillian D. Rock)‏ هي محامية أمريكية، ولدت في 6 أغسطس 1896، وتوفيت في 1974.